# Catulli Carmina

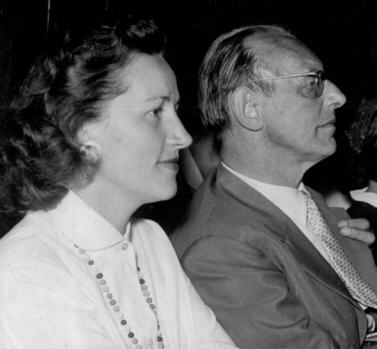
Carl Orff y Lieselotte Holzmeister en 1956

Catulli Carmina (Ludi Scaenic) (Canciones -o Palabras- de Catulo) es una cantata escénica compuesta por el compositor alemán Carl Orff, estrenada en 1943 en Múnich y basada en los textos del poeta latino Cayo Valerio Catulo (84-54 A.C.).
Es la segunda parte del tríptico musical Trionfi al cual pertenecen el famosísimo Carmina Burana (1937) y Triunfo de Afrodita (1953).
Está compuesta para dos solistas, coro mixto, un amplio grupo de percusión y cuatro pianos. La obra experimenta con la repetición de frases y ritmos sincopados, en la línea ya utilizada en Carmina Burana, llevando ese juego aún más lejos. La razón por la que esta pieza es menos conocida comparada con su predecesora ha sido debatida por los estudiosos durante mucho tiempo. La interpretación que parece imponerse es que, con la caída de la Alemania nazi y la depresión que siguió en Europa a la Segunda Guerra Mundial, no tuvo, lisa y llanamente, la oportunidad de ser representada ante una gran audiencia en mucho tiempo. E incluso ahora, es una de las obras de Orff menos interpretadas. 
Esta composición es otro ejemplo del brillante uso de la orquesta, la percusión y la acción escénica por parte de Carl Orff. 
Muestra un interesante juego escénico cantado. La historia cuenta cómo Catulo, un joven enamorado, bebe los vientos por Lesbia (trasunto de Clodia, esposa de un cónsul romano, de la que Catulo estaba enamorado en realidad). 
El Preludio ("Praelusio") presenta a unos jóvenes suplicantes deseando oír los poemas de Catulo. En tres actos, la cantata es esencialmente un ejemplo de "teatro dentro del teatro", con una audiencia en el escenario disfrutando del espectáculo, aplausos y saludos incluidos.
El Preludio es ya un reto para el conjunto percusionista y el coro, mostrando el estilo colorido de Orff sin orquesta. El coro de muchachos y muchachas construyen un crescendo hacia un exuberante clímax, las posibilidades de cada instrumento explotadas al límite. 
El coro masculino y el femenino flirtean sin pudor con palabras sexualmente explícitas (en latín, claro). Tal vez esa procacidad sea otra causa por la que esta obra se ha representado menos que su predecesora en el tríptico (Carmina Burana).
El primer acto comprende cinco escenas de amor que concluyen con traición y cinismo. Catulo canta su desesperado amor por la inconstante Lesbia, tanto a través del tenor como del coro.
El desarrollo posterior de la obra cuenta cómo Lesbia no corresponde con fidelidad al amor entregado por Catulo y éste termina por rechazarla al final del Acto III al contemplar sus juegos lascivos con amigos comunes.
En la conclusión final (Exodium), se retoma el tema inicial, con los muchachos insistiendo en hablar del amor, pero, una vez contada la historia, la ironía se comprende en todo su significado, y las contestaciones de los viejos sobre la inmadurez dejan traslucir el hecho de que el amor, decepcionante o no, jamás dejará de ser experimentado.
Durante la interpretación de los Actos I al III no hay intervención de los instrumentos de la percusión ni los pianos, siendo totalmente corales. Tan solo en algunas intervenciones el tenor es doblado por un piano.